# Prorektor ds. nauki
Prorektor ds. nauki – zastępca rektora uczelni wyższej, która prócz edukacji prowadzi działalność naukowo-badawczą.
Ponieważ każda uczelnia ma autonomię, zakres obowiązków poszczególnych osób na tym stanowisku może się nieco różnić. Może obejmować:
- gospodarowanie pieniędzmi przeznaczonymi na badania
- ochrona praw autorskich i patentów
- bezpośredni nadzór nad poważniejszymi i kosztowniejszymi badaniami
- reprezentowanie uczelni na zewnątrz w sprawach naukowych
- organizowanie spotkań naukowców
- nadzór na ewentualną komercjalizacją wyników
- nadzór na ewentualnym wdrożeniem wynalazków.